# Karol Linneusz

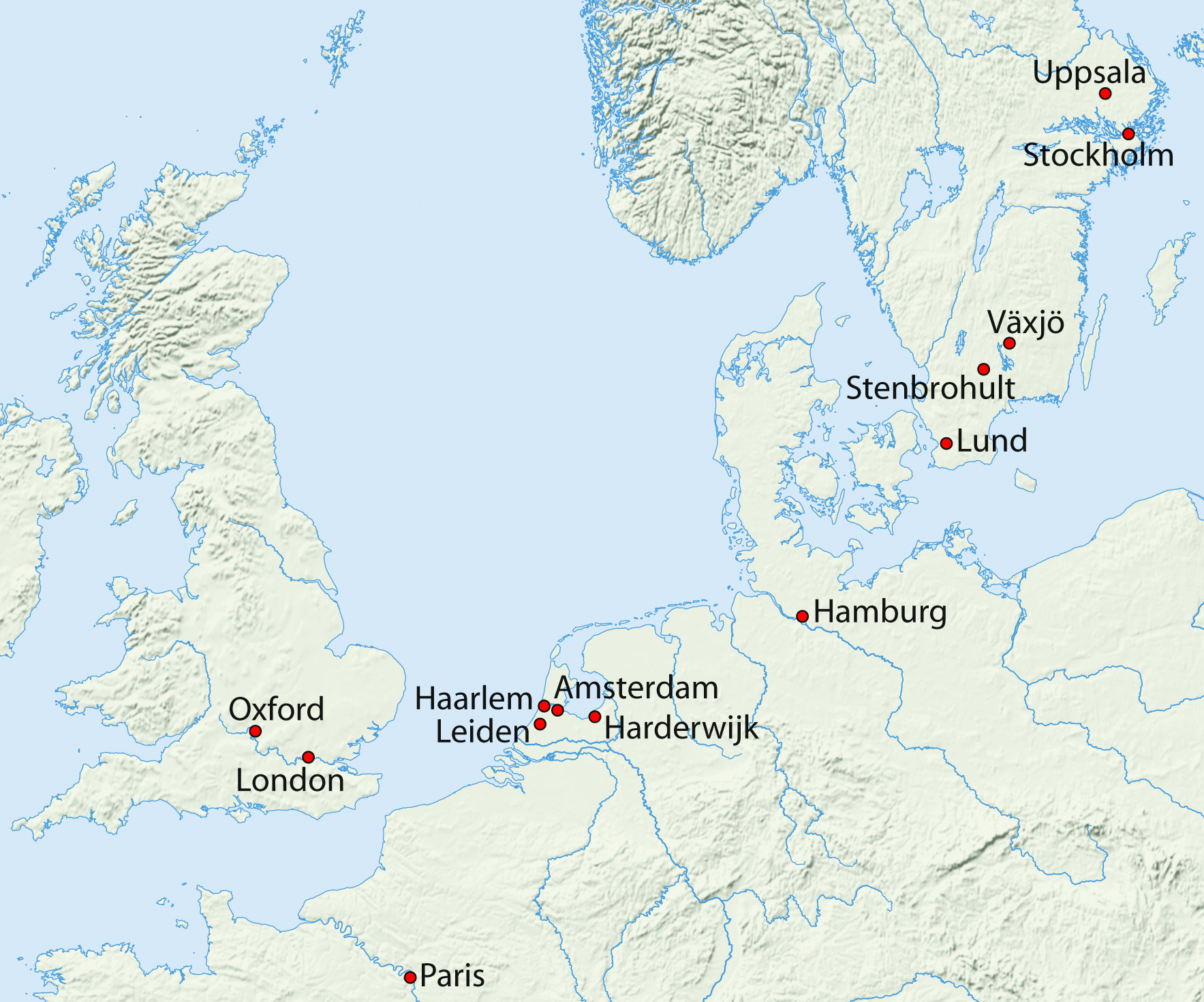
Miasta, w których pracował Linneusz

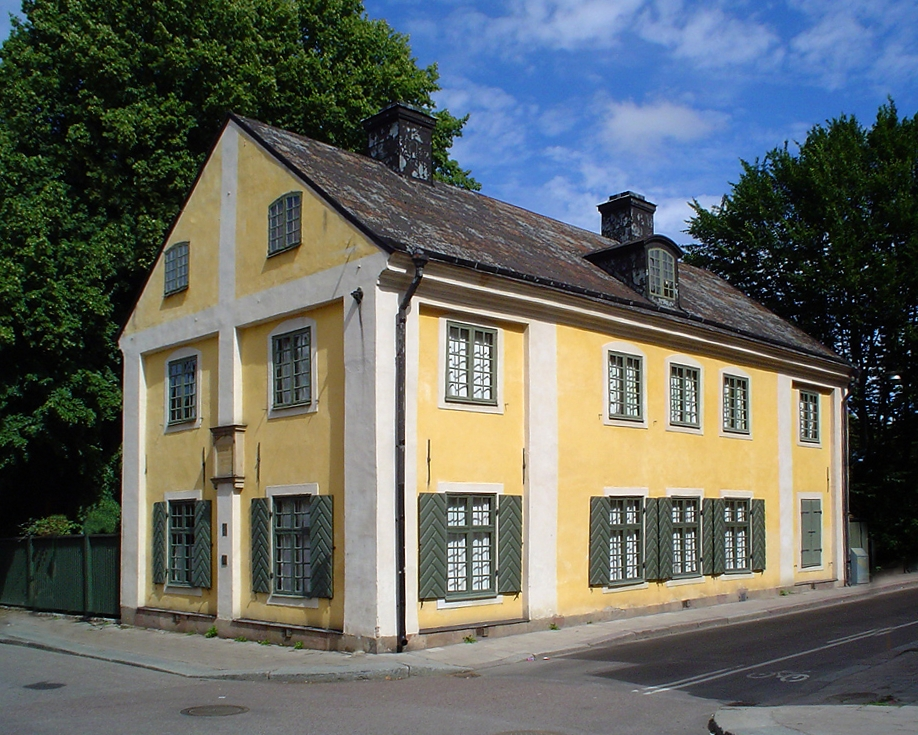
Dom Karola Linneusza w Uppsali

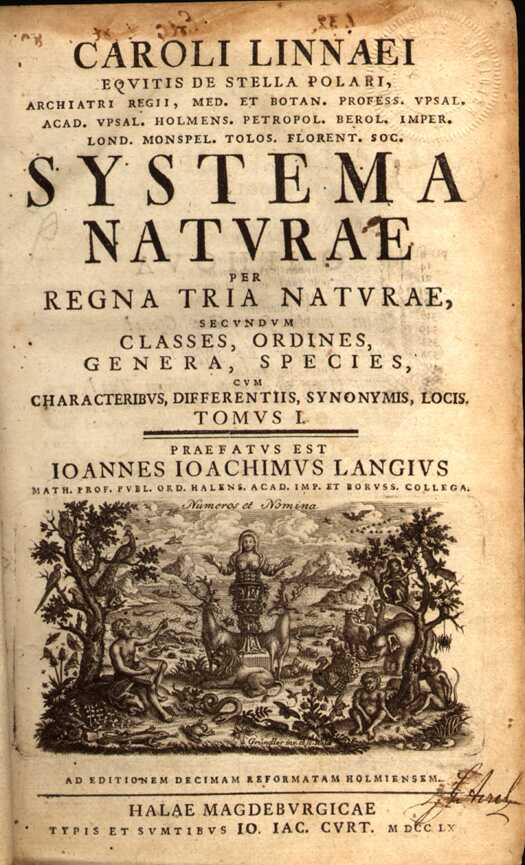
Karta tytułowa reprintu 10. wydania Systema naturae (1760)

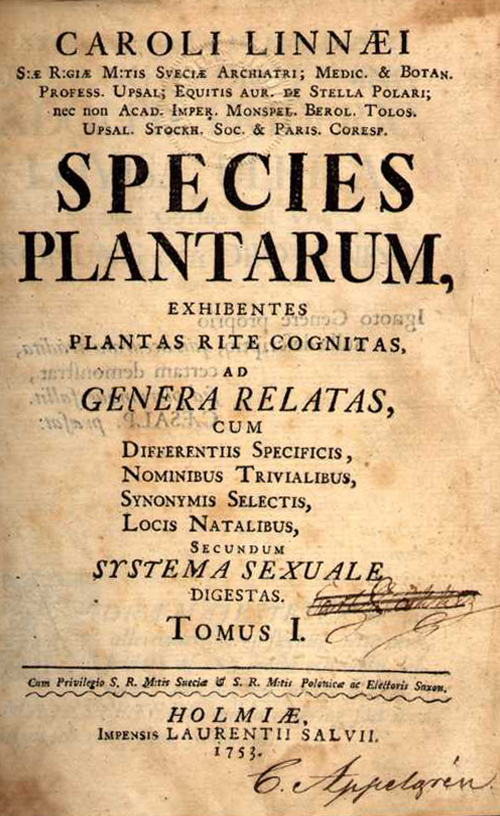
Tytułowa strona Species plantarum (1753)

Karol Linneusz (szw. Carl von Linné, łac. Carolus Linnaeus; ur. 12 maja?/23 maja 1707 w Råshult, zm. 10 stycznia 1778 w Uppsali) – szwedzki przyrodnik i lekarz, profesor Uniwersytetu w Uppsali.

## Życiorys
Od dziecka interesował się przyrodą, obserwował i badał rośliny. Przejął to zainteresowanie od ojca pastora, który był zamiłowanym ogrodnikiem. Nie zamierzał jednak, jak ojciec, robić kariery duchownej i w 1727 roku podjął studia medyczne na Uniwersytecie w Lund, by po roku przenieść się na Uniwersytet w Uppsali, który wówczas uznawany był za najlepszą uczelnię w Szwecji. Cały czas przy tym zajmował się swoim hobby – botaniką. Dzięki pomocy profesora historii naturalnej (jak wówczas nazywano przyrodoznawstwo) Olofa Rudbecka Karol otrzymał funkcję ogrodnika w uczelnianym ogrodzie botanicznym. Botanika wchodziła wówczas w zakres kształcenia lekarzy, którzy wykorzystywali zioła w leczeniu. Bardzo pogłębił swoją wiedzę botaniczną również w czasie samotnej wyprawy w 1732 r. po Laponii, w czasie której przebył ponad 7 tys. km i opisał wiele nowych gatunków roślin. Owocem tej wyprawy było szczegółowe sprawozdanie obejmujące również szczegóły życia mieszkańców i obserwacje medyczne. Dzisiaj zabawne może się wydawać, że z powagą opisuje przypadek kobiety, która twierdziła, że ma w brzuchu 3 żaby, które na wiosnę wyraźnie rechocą. Nie zastosowała się jednak do zaleconej przez Linneusza kuracji – wypicia ciekłego dziegciu, lecz wolała kurować się wódką, która, jak twierdziła, uspokajała żaby.
Po powrocie z wyprawy przez jakiś czas dorabiał wykładami, na których relacjonował swoje obserwacje z Laponii, także na temat minerałów, którymi również się interesował. Dochody z tych wykładów wystarczyły mu na sfinansowanie drugiej wyprawy, na którą wybrał się w dwa lata po pierwszej. W czasie drugiej wyprawy zakochał się w Sarze, córce lekarza z Falun i poprosił o jej rękę. Jednak przyszły teść postawił twardy warunek – musi najpierw ukończyć studia medyczne, by mieć stałe źródło utrzymania. Wyjechał więc na studia do Holandii, napisał rozprawę o malarii i uzyskał tytuł doktora na uniwersytecie w Harderwijk. Jego powrót do Szwecji opóźnił się, gdyż w Holandii udało mu się zaprzyjaźnić z kilkoma bogatymi ludźmi, którzy sfinansowali wydanie jego życiowego dzieła „Systema naturae”. Później dzieło to było jeszcze przez niego rozbudowywane, tak że ostatecznie w 1770 r. liczyło ponad 6000 stron w trzech tomach. Potem zwiedził jeszcze Paryż, Londyn, pracował w kilku ogrodach botanicznych w Holandii i wydał tam kilka mniejszych prac naukowych. Wreszcie w 1738 wrócił do Szwecji, już jako znany naukowiec, i ożenił się z Sarą Moraeus. Otworzył praktykę medyczną w Sztokholmie, a w 1742 r. został profesorem na Uniwersytecie w Uppsali. Doceniono jego osiągnięcia, został pierwszym prezesem powstającej właśnie Królewskiej Szwedzkiej Akademii Nauk (brał aktywny udział w jej powstaniu), zaszczycono go tytułem szlacheckim, funkcją lekarza dworu królewskiego oraz członkostwem zagranicznym wielu uczelni.
Dom Karola Linneusza znajduje się w Råshult; odrestaurowany z otoczeniem w stylu epoki Linneusza, mieści sprzęty zgromadzone przez badacza. Zachowany jest XVIII-wieczny ogród kwiatowy z rosnącymi tam jak dawniej gatunkami ziół. Karol Linneusz nie znosił krytyki i miał szczególny sposób dokuczenia swoim przeciwnikom naukowym. Np. pewnemu niepozornemu gatunkowi chwastu nadał nazwę łacińską Siegesbeckia – od nazwiska Johanna Siegesbecka, który ośmielił się mieć inne zdanie niż on. Z kolei informacja, że Georges’a Buffona jakoby ukarał nadając jego nazwisko ropusze (łac. Bufo) i całej rodzinie ropuchowatych (Bufonidae), uznawanych wówczas za obrzydliwe gatunki płazów jest nieprawdziwa, gdyż słowo bufo było znane już w łacinie klasycznej, gdzie również oznaczało ropuchę.
Ze swoją żoną Sarą miał siedmioro dzieci: dwóch synów (Carl i Johannes) i pięć córek (Elisabeth Christina, Sara Magdalena, Lovisa, Sara Christina oraz Sophia). Do kościoła chodził ze swoim ulubionym psem Pompe. Dokładnie po jednej godzinie wstawał i wychodził z kościoła i to niezależnie od tego, czy nabożeństwo się skończyło, czy jeszcze trwało. W 1774 atak apopleksji uniemożliwił mu pracę na uczelni. Od tego momentu stan jego zdrowia się pogarszał, przeżył jeszcze zawał serca i zmarł w 1778 roku.

## Twórczość

### Praeludia Sponsaliorum Plantarum
Jeszcze w 1729 roku Linneusz przedstawił swojemu opiekunowi Andersowi Celsjuszowi dzieło Praeludia Sponsaliorum Plantarum poświęcone rozmnażaniu płciowemu roślin. Osobliwością tej pracy Linneusza było zastosowanie licznych seksualnych metafor. I tak np. pręcik kwiatu porównał on do pana młodego, zaś słupek do panny młodej. Z kolei, omawiając zewnętrzne części kwiatu stwierdził, że kielich można uważać za wargi sromowe większe lub napletek, a koronę za wargi sromowe mniejsze. Seksualne aluzje w dziele Linneusza były krytykowane przez jemu współczesnych; Samuel Goodenough, biskup Carlisle i botanik, piętnował prostacką lubieżność myśli Linneusza, zaś Johann Wolfgang Goethe uważał, że kobiety i dzieci nie powinny być narażane na zapoznanie się z tymi treściami.

### Systema Naturae
Jest autorem dzieła Systema Naturae, w którym opisał podstawy stworzonego przez siebie systemu klasyfikacji organizmów oraz upowszechnił zasadę binominalnego (dwuimiennego) nazewnictwa biologicznego (zaproponowaną wcześniej przez braci Gasparda i Jeana Bauhinów), a także klasyfikacji minerałów. Opisał około 7700 gatunków roślin i 4162 gatunki zwierząt (obecnie oznacza się je skrótem „L.” za nazwą łacińską taksonu). Stworzony przez niego system taksonomiczny, choć był sztuczny, stał się podwaliną współczesnej taksonomii. Był kreacjonistą, uważał, że wszystkie istniejące gatunki zostały stworzone równocześnie. Pod koniec życia dopuszczał możliwość powstawania nowych gatunków wskutek krzyżowania się istniejących już form życia.

### Genera Plantarum
W 1737 r., w wieku trzydziestu lat, opublikował Genera Plantarum – dzieło dające podwaliny pod system klasyfikacyjny roślin, podstawę dzisiejszej botaniki. Oparta jest na obserwacji zapładniania roślin; klasyfikuje się je według kształtu słupka, pręcika oraz sposobu rozmnażania. Twierdzenie, że istnieją rośliny rodzaju męskiego i żeńskiego, nie było wówczas dobrze widziane, więc Linneusz miał z tego powodu kłopoty. Nie poddał się jednak; zdobył sławę jeszcze za życia.
Jak wszyscy przyrodnicy tej epoki, interesował się również zoologią, dla której również stworzył system klasyfikacji zwierząt, kierując się głównie podobieństwem zewnętrznym. Tutaj jednak jego klasyfikacja nie była tak udana, nosorożca np. zaliczył do gryzoni. Z drugiej strony jednakże prawidłowo zaliczył wieloryby do ssaków, czyniąc tu odstępstwo od zasady, wieloryby bowiem zewnętrznie bardziej podobne są do ryb niż do ssaków lądowych.

### Lista ważnych dzieł
- Praeludia Sponsaliorum Plantarum(inne języki) (1729)
- Systema Naturae (1735–1770)
- Flora Lapponica (1737)
- Genera Plantarum (1737 i następne wydania)
- Species Plantarum (1753 i następne wydania)
- Philosophia Botanica(inne języki) (1751)
- Hortus Cliffortianus(inne języki) (1737)

## Upamiętnienie
Nazwisko Linneusza pojawia się zarówno jako autora taksonu (skrótowo: „L.”), jak i w epitetach gatunkowych wielu taksonów roślin i zwierząt (np. Carabus linnaei). Oprócz tego nazwano na jego cześć rodzaj Linnaea – zimoziół. Upamiętniono go także na banknocie o nominale 100 SEK. Jego nazwiskiem posiłkowały się także towarzystwa naukowe, w tym Towarzystwo Linneuszowskie w Londynie i czasopismo „Linnaea”. W 1959 zoolodzy przyjęli (ze względów taksonomicznych), że Linneusz jest lektotypem gatunku Homo sapiens.
Na jego cześć nazwano planetoidę (7412) Linnaeus i niewielki krater Linné na Księżycu.